# 中山昭宏
中山 昭宏（なかやま あきひろ、1967年7月14日 - ）は日本の実業家。横浜マリノス代表取締役社長。

## 来歴
1992年東京都立大学法学部卒業。同年4月日産自動車入社。RNPO（ルノー・日産共同購買会社）、北米日産会社、ルノー社等に出向を経て、2022年４月に横浜マリノス副社長 執行役員に就任。同年12月より代表取締役社長に就任。
| 1992年3月  | 東京都立大学 法学部 卒業                                                                         |
| 1992年4月  | 日産自動車株式会社入社、システム管理部 配属                                                      |
| 1993年11月 | 長野日産自動車株式会社 販売出向                                                                  |
| 1995年12月 | 日産自動車株式会社帰任、ビジネスシステム部                                                       |
| 2000年7月  | 第二調達部                                                                                       |
| 2004年1月  | RNPO（ルノー・日産共同購買会社）出向                                                             |
| 2005年4月  | 北米日産会社（NNA） 出向、出向先管理職（シニアマネージャー）                                     |
| 2009年4月  | 日産自動車株式会社帰任 パワートレイン部品調達部 主担                                             |
| 2011年4月  | パワートレイン部品調達部 主管                                                                    |
| 2012年4月  | 資材・シャシー・スタンピング部品調達部 主管                                                      |
| 2017年4月  | 購買企画部 主管                                                                                  |
| 2019年4月  | ルノー社 出向、アライアンス購買企画部Alliance Global Director （日産自動車 購買企画部 部長兼務） |
| 2022年4月  | 横浜マリノス株式会社 副社長 執行役員                                                             |
| 2022年12月 | 横浜マリノス株式会社 代表取締役社長 就任                                                         |

## 人物
東京都立石神井高等学校時代にサッカーを始め、センターバックでプレーしていた。